# クレイトン・ルイス
クレイトン・リース・ルイス（英語: Clayton Rhys Lewis、1997年2月12日 - ）は、ニュージーランドのサッカー選手。ニュージーランド代表。ポジションはMF。

## クラブ歴
父の所属していたウェリントン・オリンピックAFCでサッカーを始めた。2013年冬シーズンにセントラル・リーグの2位とチャタム・カップ準決勝進出に貢献したメンバーの一人であった事によって同年夏にチーム・ウェリントンFCに移籍する事が出来た。しかしチーム・ウェリントンでは出場する事が出来なかった。
2014年7月1日にワンダラーズSCにフリーで移籍。同年11月22日に移籍後初出場初得点を記録した。
2015年7月1日にオークランド・シティFCに移籍した。
2017年9月28日にEFLリーグ1のスカンソープ・ユナイテッドFCに完全移籍。2シーズンでリーグ戦19試合に出場したものの合計出場時間は600分にも満たず、2019年11月4日に双方合意で契約解除し、オークランド・シティに復帰した。
2020年10月にAリーグのウェリントン・フェニックスFCに単年契約で加入。2021年5月18日に契約を2年延長した。2022年3月には試合中に膝を負傷し3ヶ月の離脱を余儀なくされた。
2023年、マッカーサーFCに2年契約で移籍した。

## 代表歴
2015年3月31日に行われた大韓民国代表戦でA代表初出場を記録した。
翌月には2015 FIFA U-20ワールドカップのメンバーに選出、ミャンマー代表から得点を記録した。
2016年5月12日にはOFCネイションズカップ2016のメンバーに選出されたが、同月22日に薬物違反の可能性がある事からメンバーから除外され、ジェレミー・ブロッキーに取って代わられた。
FIFAコンフェデレーションズカップ2017ではメキシコ代表戦でクリス・ウッドの得点をアシストしたが、チームは大会通じてこの一点しかとる事が出来なかった。
U-24代表として東京オリンピックにも出場した。
2022 FIFAワールドカップ・オセアニア予選ではフィジー代表戦でペナルティキックを決めて代表初得点を記録した。

## 私生活
父のバリー・ルイスもサッカー選手。